# Ивайло Чочев
Ивайло Чочев е български футболист, играч на Лудогорец.
Роден на 18 февруари 1993 г. в Трънчовица, израства в школата на Чавдар Етрополе.

## Кариера

### Чавдар (Етрополе)
Чочев започва да тренира футбол в родния си град Плевен. На 15 години е привлечен в школата на Чавдар (Етрополе). През януари 2010 г. започва тренировки с първия отбор на Чавдар, където е извикан от тогавашния наставник. Чочев дебютира официално в Б група през 2010 г. при гостуването на Банско загубено с 2:3.

### ЦСКА (София)
Футболистът подписва с ЦСКА (София) на 15 декември 2012 г. През сезон 2013/14 се превръща в несменяем титуляр в схемата на треньора Стойчо Младенов. Той дебютира при домакинска победа с 2:0 срещу Черноморец (Бургас) на 10 март 2013 г.
На 12 февруари 2014 г. е официално обявено, че Чочев е подписал нов тригодишен договор и е удвоил заплатата си.

### Палермо
След добрите си изяви в ЦСКА, Чочев е забелязан от италианския Палермо. На 11 юли 2014 г. подписва 3-годишен договор с тима от Сицилия. Дебют в Серия А прави на 5 октомври 2014 г. в мач срещу ФК Емполи. Влиза като резерва заменяйки Франко Васкес. Първия си гол вкарва срещу отбора на Удинезе в мач от 30-ия кръг на Серия А 2014/15. На 19 октомври Чочев стартира за първи път, като играе 66 минути при домакинската победа с 2:1 над ФК Чезена. Той вкарва първия си гол в Серия А на 12 април 2015 г. при победата с 3:1 като гост над Удинезе на Стадио Фриули. Седмица по-късно, на 19 април 2015 г. той вкарва още два гола срещу Дженоа при домакинска победа с 2:1. Неговите изключителни изяви, както срещу Удинезе, така и срещу Дженоа го правят да бъде обявен два пъти за Играч на мача. На 22 юни 2015 г. Чочев подписва нов петгодишен договор.
На 25 септември 2017 г. прави две асистенции при домакинската победа с 2:1 над Про Верчели. Той отбелязва гол от воле извън наказателното поле на 19 май 2018 г. в последния мач от редовния сезон срещу УС Салернитана, при победа с 2:0 като гост.

### Пескара
През юни 2019 г. Чочев се присъединява към Пескара Калчо, но така и не играе за тях заради дългия си процес на възстановяване от контузия, която получава през март 2019 г.

### ЦСКА 1948
На 14 август 2020 г. подписва с ЦСКА 1948. Той се завръща в игра на 18 октомври 2020 г., повече от година и половина след контузията си. Играе финал за Купата на България и Суперкупа на България. 

### Лудогорец
На 15 февруари Чочев подписва с българския шампион Лудогорец (Разград) срещу сума от около 1 милион лева.

### Национален отбор
Чочев дебютира с националния отбор до 21 години по време на квалификациите за Европейското първенство до 21 години през 2013 г.
Той е повикан в мъжкия национален отбор за приятелски мач срещу Канада на 23 май 2014 г. Прави своя дебют с националния отбор на 8 юни 2015 г. в приятелска загуба с 0:4 срещу Турция. Изиграва пълните 90 минути на 3 септември 2015 г., когато България губи с 0:1 от Норвегия в София.
Чочев вкарва първия си гол с националния отбор на 3 юни 2016 г. по време на Кирин Къп 2016 при поражението с 2:7 от Япония.
На 31 август 2017 г. Чочев вкарва победния гол за победата с 3:2 над Швеция.
На 22 март 2019 г. Чочев получава тежка контузия в квалификационен мач срещу Черна гора.
След като първоначално не е в плановете на новия треньор Младен Кръстаич, Чочев е извикан в националния отбор за евроквалификациите през юни 2023 г. срещу Литва и Сърбия.

## Успехи
- Лудогорец (Разград)
- Шампион на България: 2023/24, 2024/25
- Суперкупа на България: 2023/24
- Купа на България:
- финалист: 2023/24
- Носител: 2024/25

● ЦСКА 1948 София
● Купа на България:
финалист: 2022/23
● Суперкупа на България:
финалист: 2022/23

### Индивидуални
- Най-добър халф в България за 2021 г.[13]
- Голмайстор на Първа лига: 2022/23[14]